# Codex Tischendorfianus III
Il Codex Tischendorfianus III (Gregory-Aland: Λ, 039; Soden: ε 77) è un manoscritto onciale in greco datato paleograficamente al IX secolo o X secolo e contenente il Vangelo secondo Luca e il Vangelo secondo Giovanni.
Si tratta di uno dei pochissimi manoscritti onciali del Nuovo Testamento con apparato marginale completo.
Il manoscritto fu portato dall'oriente da Konstantin von Tischendorf (da cui il nome del codice), che si occupò anche di esaminarlo, descriverlo e collazionarne il testo per la prima volta. Il manoscritto fu anche esaminato da studiosi come Samuel Prideaux Tregelles, Ernst von Dobschütz, e Gächler. È conservato alla Biblioteca Bodleiana.

## Manoscritto
Il codice è composto da 157 fogli di pergamena in quarto di 21x16,5 cm, scritti su due colonne per pagina e 23 righe per colonna.
Le lettere onciali sono piccole e sgraziate; le parole hanno aspirazioni e accenti. Non ci sono spazi tra le lettere, e le parole non sono separate, ma scritte in scriptio continua. La scrittura è simile a quella del Codex Cyprius.
Alla fine del codice c'è il colofone gerosolimitano. Sono presenti le liste di κεφαλαια, τιτλοι, sezioni ammoniane, canoni eusebiani, e segni dei lezionari.

### Contenuto ed esegesi
Il codice contiene il testo completo del Vangelo secondo Luca e il Vangelo secondo Giovanni; prima di Luca c'è la sottoscrizione del Vangelo secondo Marco. Secondo i colofoni:
- il Vangelo secondo Matteo ha 2514 linee e 355 capitoli;
- il Vangelo secondo Marco ha 1056 linee e 237 capitoli;
- il Vangelo secondo Luca ha 2677 linee e 342 capitoli;
- il Vangelo secondo Giovanni ha 2210 linee e 232 capitoli.[6]

Il testo del codice è rappresentativo del tipo testuale bizantino, ma possiede alcune lezioni differenti da quello tipo; inoltre possiede alcune lezioni cesariensi. Kurt Aland lo ha collocato nella Categoria V. Wisse l'ha classificato nella Kx in Luca 10 e Luca 20, mentre in Luca 1 il testo è misto.

## Storia
Precedentemente unito in un unico manoscritto con il Minuscolo 566, il codice fu recuperato da Konstantin von Tischendorf nel 1853 ed è correntemente conservato alla Biblioteca Bodleiana (Auctarium T. infr 1.1) ad Oxford.